# Monique Guémann
 (janvier 2020).
Monique Guémann est une magistrate française, née le 6 août 1931.

## Biographie
Licenciée en droit de la faculté d'Aix-en-Provence, elle fait ses débuts comme juge à Charleville-Mézières en 1959, alors qu'elle vit encore en pension. Elle est ensuite substitute du procureur de la République d'Albertville (1964), puis première substitute à Draguignan (1973). En parallèle, elle est vice-présidente du Syndicat de la magistrature et milite à La Vie nouvelle, un groupe inspiré par les thèses personnalistes d'Emmanuel Mounier[réf. nécessaire]. C'est dans ce contexte d'engagement associatif et syndical qu'en 1977, elle prend position lors d'une audience contre l'extradition de Klaus Croissant, ce qui lui vaut d'être suspendue provisoirement de la magistrature pour « manquement aux devoirs de son état » et d'encourir des sanctions, à l'instigation du ministre de la Justice Alain Peyrefitte ; Le Monde estime alors que « l'indépendance de la magistrature est gravement menacée ». Bernard Guetta note qu'elle obtient l'appui « des centrales syndicales ». Elle comparaît en février 1978 devant la commission de discipline du parquet, où elle continue à critiquer Croissant ; la même année, elle devient substitute à Nanterre, avec « abaissement d'échelon ».
Elle est à nouveau première substitute à Paris en 1982, puis est nommée procureure de la République de Nîmes l'année suivante. En 1990, elle est nommée procureure générale dans la même ville. Au tournant de la décennie, elle fait partie de ceux qui, au sein du Syndicat de la magistrature, se veulent plus offensifs à l'égard du gouvernement socialiste, ne le trouvant pas assez « à gauche ».
En 1993, proposée comme avocate générale dans la capitale, elle refuse ce poste, assurant n'être « pas candidate ». Elle demeure en lieu et place à Nîmes jusqu'en 1995, date à laquelle elle est admise à la retraite.
Durant les années 2000, elle est adjointe au maire de Langlade, René Abric.

### Sources
- Philippe Boucher, « La vice-présidente du Syndicat est suspendue : le péril », Le Monde,‎ 29 novembre 1977 (lire en ligne).
- Bernard Guetta, « Portrait d'un magistrat debout », Le Nouvel Observateur,‎ 13 février 1978, p. 45-47 (lire en ligne).
- « Une proposition de nomination discutée : les mésaventures du procureur Monique Guemann », Le Monde,‎ 13 novembre 1993 (lire en ligne).